# 후시미노미야 구니이에 친왕
후시미노미야 쿠니이에 친왕(일본어: 伏見宮邦家親王 ふしみのみや くにいえしんのう[*])은 에도 시대에서 메이지 초기의 일본의 황족이다. 20대 및 23대 후시미노미야이다. 후시미노미야 사다요시 친왕의 장남이다. 아칭은 마사노미야 (睦宮)이다. 직계 존속인 천황부터 본 가문은 남계에서는 북조 3대 스코 천황의 14세손, 여계에서는 레이겐 천황의 내손에 해당한다. 아버지 사다요시 친왕은 황위 계승 후보로 거론된 바 있다. 1947년 (쇼와 22년) 황적이탈한 구황족 11궁가 모두 최근공통조상으로 125대 천황 아키히토의 외가 고조부 (고준 황후 (쇼와 천황의 황후)에 해당한다.

## 인물ㆍ약력
분카 14년 (1817년), 고카쿠 천황의 유자가 되어 친왕 선하를 받았다. 쿠니이에 (邦家)라 명명되었다. 같은 달 원복하고, 코즈케 태수에 보임되어 3품에 올랐다. 덴포 6년 (1835년), 타카츠카사 마사히로의 딸 히로코와 결혼했다. 덴포 12년 (1841년), 아버지인 사다요시 친왕이 사망함에 따라, 후시미노미야를 상속했다. 그러나, 다음해인 덴포 13년 (1842년), 6남인 요리노미야 (훗날의 사다노리 친왕)에게 가독을 물려주고 은거했다. 친왕은 출가하여 젠가쿠 (禅楽)라 칭했다.
겐지 원년 (1864년) 2월 7일, 환속을 허락받고 후시미노미야를 재계승해, 쿠니이에의 이름으로 복귀했다. 겐지 3년 (2년이라는 설도 있음) 3월, 2품으로 승진하여 식부경이 되었다.
대정봉환이 되면서, 게이오 3년 (1867년) 국사어용달에 임명되었다. 게이오 4년 (1868년) 3월 2일, 여러 해에 걸쳐 악도에 정진한 공로 등을 인정받아, 1품에 서임되었다. 메이지 5년 (1872년) 3월, 가족과 함께 교토를 떠나 도쿄로 이주했다. 4월 10일, 가독을 14남 사다나루 친왕에게 물려주고 은거했다. 같은 해 8월 5일에 71세의 나이로 사망했다.

## 가족
쿠니이에 친왕은 아버지 사다요시 친왕과 마찬가지로 자식 복이 굉장히 많은 사람이었다. 특히, 성인 남자가 많았기 때문에, 메이지 시대 이후의 후시미노미야계 황족 융성의 계기를 마련한 인물로 지목되고 있다.
- 아버지 : 후시미노미야 사다요시 친왕
- 어머니 : 후시와라 마사코 (이에뇨보)
- 친왕비 : 타카츠카사 히로코
  - 6남 : 요리노미야 후시미노미야 사다노리 친왕 (1836년 - 1862년) - 21대 후시미노미야
  - 5녀 : 미츠노미야 후미코 여왕 (光宮 碌子女王, 1839년 - 1853년)
  - 7남 : 키쿠노미야 (喜久宮, 1842년 - 1851년)
  - 8녀 : 미치노미야 노리코 여왕 (1850년 - 1874년) - 도쿠가와 모치츠구 후작의 아내
  - 9녀 : 카요노미야 (嘉世宮, 1852년 - 1853년)
  - 11녀 : 토시노미야 (利宮, 1856년 - 1858년)
  - 14남 : 아츠노미야 후시미노미야 사다나루 친왕 (1858년 - 1923년) - 22대ㆍ24대 후시미노미야
- 뇨보 : 후지키 토시코 (藤木寿子)
  - 장남 : 시즈노미야 야마시나노미야 아키라 친왕 (1816년 - 1898년) - 초대 야마시나노미야
- 뇨보 : 우에노 쥬노 (上野寿野)
  - 차남 : 타카노미야 쇼고인노미야 요시코토 친왕 (1821년 - 1868년) - 초대 쇼고인노미야
  - 3남 : 타시카노미야 죠닌 입도친왕 (慥宮 譲仁入道親王, 1824년 - 1842년) - 만슈인 몬제키
  - 장녀 : 오카노미야 히사코 여왕 (1826년 - 1916년) - 니죠 나리유키의 아내
- 뇨보 : 토리코지 노부코 (鳥居小路信子)
  - 4남 : 토미노미야 쿠니노미야 아사히코 친왕 (1824년 - 1891년) - 초대 쿠니노미야ㆍ125대 천황 아키히토의 증조부
- 뇨보 : 나카무라 소마 (中村杣)
  - 차녀 : 미츠노미야 요리코 여왕 (1827년 - 1908년) - 이치죠 타다요시의 아내
  - 3녀 : 마키노미야 코가 세이엔 (万喜宮 久我誓円, 1828년 - 1910년) - 코가 미치아키의 양녀ㆍ젠코지 주지
- 뇨보 : 후루야마 치에 (古山千恵)
  - 4녀 : 카에노미야 토모코 여왕 (1829년 - 1884년) - 오오타니 코쇼의 아내
- 뇨보 : 콘도 카즈오 (近藤加寿尾)
  - 5남 : 아들 (시호 비묘인(微妙院)) (1832년)
- 뇨보 : 호리우치 노부코 (堀内信子)
  - 6녀 : 딸 (시호 보다이인(菩提院)) (1843년)
  - 8남 : 토요노미야 코마츠노미야 아키히토 친왕 (1846년 - 1903년) - 초대 코마츠노미야
  - 9남 : 미츠노미야 키타시라카와노미야 요시히사 친왕 (1847년 - 1895년) - 2대 키타시라카와노미야
  - 10남 : 아키노미야 (誠宮, 1848년 - 1853년)
  - 11남 : 나루노미야 (愛宮, 1849년 - 1851년)
  - 12남 : 타카노미야 카쵸노미야 히로츠네 친왕 (1851년 - 1876년) - 초대 카쵸노미야
- 뇨보 : 키무라 시무코 (木村世牟子)
  - 7녀 : 후키노미야 분슈 여왕 (1844년 - 1926년) - 엔쇼지 몬제키
- 뇨보 : 이타미 요시코 (伊丹吉子)
  - 10녀 : 만사노미야 무라쿠모 니치에이 (1855년 - 1920년) - 쿠죠 히사타다, 후의 쿠죠 유키츠네의 양녀, 즈이류지 몬제키
  - 13남 : 야스노미야 키타시라카와노미야 사토나리 친왕 (1856년 - 1872년) - 초대 키타시라카와노미야
  - 12녀 : 세츠노미야 타카코 여왕 (節宮 貴子女王, 1857년 - 1919년) - 마츠다이라 타다노리 백작의 아내
  - 13녀 : 딸 (시호 칸라쿠인(歓楽院)) (1859년)
  - 14녀 : 타메노미야 (多明宮, 1860년 - 1864년)
  - 15남 : 로쿠쥬노미야 키요스 이에노리 백작 (1862년 - 1923년) - 신적강하
  - 16남 : 야쿠노미야 칸인노미야 코토히토 친왕 (1865년 - 1945년) - 6대 칸인노미야
  - 17남 : 사다노미야 히가시후시미노미야 요리히토 친왕 (1867년 - 1922년) - 초대 히가시후시미노미야
  - 15녀 : 마치노미야 (万千宮, 1869년 - 1872년)